# ديفيد هوغ (ناشط)
ديفيد هوغ (بالإنجليزية: David Hogg)‏ هو ناشط وصحفي وطالب أمريكي، ولد في 12 أبريل 2000 في لوس أنجلوس في الولايات المتحدة.

## وصلات خارجية
- ديفيد هوغ على موقع IMDb (الإنجليزية)
- ديفيد هوغ على موقع قاعدة بيانات الفيلم (الإنجليزية)